# Herbert Kebelmann
Paul Ludwig Herbert Kebelmann (* 7. November 1907 in Boxhagen-Rummelsburg; † 1. April 1996 in Bad Harzburg) war ein deutscher Filmregisseur, Kameramann und Filmproduzent.

## Leben und Werk
Der Sohn des Bankbeamten Paul Kebelmann und seiner Frau Ida, geb. Eberhard, wurde 1934 von Leni Riefenstahl für den Reichsparteitagsfilm Triumph des Willens als Kameramann verpflichtet und wurde auf diese Weise zu einem der Mitwirkenden an nationalsozialistischer Propaganda. 1936 griff die Olympia-Film G.m.b.H. Riefenstahls auf seine Unterstützung zurück, als es galt, mit den Olympischen Sommerspielen in Berlin u. a. Austragungsorten ein filmisches Großprojekt zu bewältigen. 1939 dokumentierte Kebelmann die Nationalpolitischen Erziehungsanstalten (NPEA oder Napola), 1944 den Atlantikwall. Kebelmann war Mitglied der Propagandakompanien und wird im Vorspann der Deutschen Wochenschau mehrmals als Kriegsberichterstatter aufgeführt. Welche Beiträge von ihm stammen, ist unklar. Seine Karriere begann jedoch ursprünglich mit Landschaftsaufnahmen, ein Sujet, zu dem er immer wieder zurückkehrte und das den Großteil seines filmischen Schaffens ausmachte.
Kebelmann war ab 1931 mit Elsbeth, geb. Braun, verheiratet.

## Filmographie
- 1933: Nord – Süd. Landschaftsbilder aus deutschen Gauen (Kamera)
- 1935: Triumph des Willens (Kamera)[7][8]
- 1935: Unsere Ostseefischer knüpfen Teppiche (Regie)
- 1935: Heiß Flagge! (Kamera)
- 1935: Halligen (Regie, Kamera, Produzent)
- 1935: Ostseefischer (Produzent)
- 1935: Vom Moor zur Ernte (Produzent)
- 1935: Die vier Wenzel (Kamera)
- 1935: Schleswig an der Schleie (Produzent)
- 1935: Mönchgut, eine Halbinsel Rügens (Produzent)
- 1936: Spitzenkunst (Produzent)
- 1936: Stolberg – Das alte historische Harzstädtchen (Regie, Produzent)
- 1936: Prickelnde Getränke (Produzent)
- 1936: Werra stromabwärts (Regie, Produzent)
- 1936: Stolberg im Harz (Produzent)
- 1936: Verträumte Nester an Tauber und Main (Regie, Produzent)
- 1936: Mainfranken – Weinfranken (Regie, Produzent)
- 1936: Ein Kleinod an Tauber und Main – Wertheim (Regie, Kamera, Produzent)
- 1937: Kampf den Schädlingen (Regie, Kamera, Produzent)
- 1936/38: Olympia, 1. Teil: Fest der Völker (Kamera)
- 1936/38: Olympia, 2. Teil: Fest der Schönheit (Kamera)
- 1937: Harzsymphonie (Kamera)
- 1937: Verwandelte Früchte (Produzent)
- 1938: Feinde des Getreide- und Futterbaues und ihre Bekämpfung (Produzent)
- 1938: Die Hackfrüchte und ihre Feinde (Produzent)
- 1938: Raps- und Rübenbau (Produzent)
- 1938: Schafzucht und Schafhaltung (Produzent)
- 1939: Kampf um den Boden (Kamera)
- 1939: Die Haut und ihre Pflege (Produzent)
- 1939: Unsere Jungen – Ein Film der nationalpolitischen Erziehungsanstalten (Kamera)
- 1940: Rumpelstilzchen (Kamera)
- 1943: Kamerad komm mit (Produzent)
- 1943: Richtig pflegen – länger fahren (Produzent)
- 1944: Atlantik-Wall (Kamera)
- 1949: Das Mädchen mit den Sterntaler (Kamera)[9]
- 1950: Eisparade (Regie, Kamera)
- 1950: Jugend spielt (Regie, Kamera)
- 1950: Von acht bis achtzig (Regie, Drehbuch, Kamera, Schnitt, Produzent)[10]
- 1950/51: Fischer an der Ostsee (Regie)
- 1951: Wasser hat doch Balken (Regie)
- 1951/52: Die sanfte Kunst (Regie, Kamera)
- 1952: Alte Stadt am See (Regie, Kamera, Schnitt)
- 1952: Neuer Lebensraum im Moor (Regie)
- 1952: Klänge aus den Bergen (Kamera)
- 1952: Ich bracht’ es so im Wandern mit (Kamera)
- 1952/53: Deutschland baut auf (Kamera)
- 1953: Macht alle mit! (Regie, Kamera)
- 1953: Der verzauberte Königssohn (Kamera, Produzent)
- 1953: Drei Bauern und ihre Schlepper (Regie)
- 1953: Neue Wege zur Ernteermittlung (Kamera)
- 1953: Kraftfutter aus Grünfutter (Regie)
- 1953/54: Wasserburgen im Land der roten Erde (Regie, Kamera)
- 1954: Besuch auf einem Gestüt (Regie)
- 1954: Leder, Licht und Leinen (Regie)
- 1954: Wasserschlösser im Münsterland (Regie)
- 1954/55: Letzte Nachricht (Regie)
- 1954/55: Berliner Dorfkirchen (Regie)
- 1955: Wasser füllt das Tal (Regie)
- 1955: Stadt an der Amstel (Regie)
- 1955: Wiesmoor (Regie)
- 1955: Die Stadt der Grachten (Regie)
- 1955: Zwischen heute und morgen (Regie)
- 1955/56: Sie sorgen für morgen (Regie)
- 1956: Feuer aus (Regie)
- 1956: Der Grüne Plan (Kamera)
- 1956: Die Jünger des Hl. Florian (Regie)
- 1956: Frohe Mädel – frohe Jungen (Regie)
- 1956: Ein Tag in Amsterdam (Regie)
- 1957: Müssen Kinder so sein? (Regie)
- 1957: Die Welt baut in Berlin (Kamera)
- 1957/58: Schwarz auf Weiß (Regie)
- 1958: Der TEE – Trans-Europa-Express (Regie)
- 1960/61: Sprung über die Grenzen (Regie, Kamera)
- 1964: Aufenthalt in Puttgarden (Kamera)
- 1966: Der Zirkus kommt! Der Zirkus kommt! (Künstlerische Oberleitung)[11][12]

## Video
- Schleswig an der Schlei, 1935, 12:32 Min., auf youtube.com (Produzent: Herbert Kebelmann)
- Aufenthalt in Puttgarden, 1964, 18:39 Min., auf: youtube.com (Kamera: Willy Weber, Herbert Kebelmann)